# ワセダクロニクル
特定非営利活動法人ワセダクロニクル（Waseda Chronicle）は、早稲田大学ジャーナリズム研究所のプロジェクトとして2017年2月1日に発足したジャーナリズムNGO、特定非営利活動法人（NPO法人）。世界探査ジャーナリズムネットワークのオフィシャルメンバー。2018年に貧困ジャーナリズム大賞を受賞。10人程度のフリージャーナリストやエンジニアなどのスタッフおよび20人程度のジャーナリスト志望の学生が活動をしている。
2018年2月に特定非営利活動法人として早稲田大学から独立、2021年3月にTansaに改称。Tansaは「探査報道（investigative report）を専門とする報道機関」を称し、NHKからは「調査報道に特化したオンラインメディア」と称されている。
編集長は元朝日新聞社記者の渡辺周。法律顧問は弁護士の喜田村洋一。

## 活動
以下の活動を行うこととしている。
- 探査ジャーナリズムによる成果物のリリース及び書籍等の発行
- 持続可能なジャーナリズム活動を確立するための経済モデルの研究と開発
- 探査ジャーナリズム推進のための国際連携
- 探査ジャーナリズムの手法の確立とその成果の市民社会への還元
- ジャーナリズム活動を促進するための講演会やイベントの開催
- ジャーナリスト志望の学生のインターンの受け入れ

購読料を設定せず、個人又は団体からの寄付金で運営を行っている。

## 「誰が私を拡散したのか」
「誰が私を拡散したのか」シリーズにて、「ハッキング、リベンジポルノ、盗撮、どこかのサイトからの転載」など被撮影者の同意なく拡散された性的画像や動画が「性的商品」として売買される「拡散地獄」事態、アルバムコレクション、動画シェア、カプセルシェアといった表向きは「卒業写真など思い出を共有」をうたっている性的搾取アプリの運営者、GoogleやAppleなど米国本社の巨大プラットフォームがこの構造を支える「地獄の構図」を指摘した特集報道をしている。NHKは2024年にTansaについて、これまでにSNSやアプリによる性的被害の記事を20以を発信し、被害の実態に加えアプリの運営者の追跡やプラットフォーム企業の責任を問うてきた「調査報道に特化したオンラインメディア」と報道した。アメリカ合衆国にてSNSで性的な被害に遭い、自殺に追い込まれる子どもが相次ぎ、社会問題化している。2024年1月、アメリカ議会へ世界的なSNSのプラットフォーム企業の経営者たちが呼び出され、「企業は子どもたちの被害を防ぐための対策が十分ではない」と糾弾された。アップル日本支社は、NHKとTansaによる「児童ポルノが売買されるアプリを容認していたプラットフォーム企業」として責任を問うた質問状へ返信しなかった。そのため、辞職したアップル元幹部フィリップ・シューメイカーアプリ審査部門統括へ取材すると、審査後はチェックが放任されているのは金のためだとの答えを得ている。2023年11月から、Tansaはアルバムコレクションの運営者・Appleなど巨大プラットフォームに関する本連載「誰が私を拡散したのか」の取材を、「NHK取材班」や「NHKスペシャル調査報道・新世紀取材班」と共同で行なっている。そして、2024年6月15日午後10時～10時49分 (再放送19日午前0時35分～1時24分)にNHKで取材内容が放送予定である。NHKはTansaと共同調査を行ってるとし、2024年6月20日に「SNS性犯罪」への取材を続けると明かしている。2024年6月15日にはSNSやアプリを用いた性的搾取に対するApple社やメタ社など巨大プラットフォーム企業の責任を問う特集報道をした。NHKは「アルバムコレクション」について、アップルの「App Store」の画像共有アプリで、写真・ビデオ部門でランキング1位にもなっていたこと、同アプリ内で確認出来た「すべての画像や動画が児童ポルノを含む性的な画像や動画」だったと報道している。

## その他報道
- 医師が2016年に製薬企業から受け取った金銭のデータベース『製薬会社と医師』[20]を医療ガバナンス研究所と共に3,000時間をかけて作成し、2019年1月15日に無料公開した[21][22]。このデータベースに日本の医師免許保持者の名前を入れて検索すると、医師個人が金銭を受領した製薬会社名とその金額を知ることが出来る。

もともと、編集長の渡辺周は朝日新聞社に在籍していた2015年に、同様のデータベースを作り、その分析結果を朝日新聞の一面スクープで掲載していたが、朝日新聞社ではデータベースの公開が実現できなかった。
- 東京大学医学部附属病院循環器内科における医療死亡事故の隠蔽をスクープした[26]。
- 製薬会社の宣伝になる記事が、共同通信からニュース配信され、電通がその記事に対して成功報酬を払っていたことをスクープした[27][28][29]。